# Playa de la Coba
La playa de La Coba se encuentra en el concejo asturiano de Coaña y pertenece a la localidad de Villalocay. La playa es realmente un pedrero con forma de concha, tiene una longitud de unos 100-110 metros y una anchura media de unos 8 metros. Su entorno es rural y con un bajo grado de urbanización. Las arenas son grises de grano medio y tiene muy poca asistencia. Los accesos son peatonales e inferiores a un km y de fácil recorrido y está cerca de la localidad de Loza.
Para acceder a la playa, que no tiene señalización alguna, hay que hacer lo mismo que para ir a la Playa de Pedreyada, es decir, hay que partir desde Villalocay y desde su zona este se observa un bosque muy tupido. A su derecha se ven varios grupos de árboles dispersos. Hacia estos se dirige una pista y al final hay que tomar un camino paralelo a la costa girando a la derecha. Al final se encuentra la bella ensenada de esta playa. La actividad recomendada es la pesca deportiva y la submarina. No dispone de ningún tipo de servicios. Aunque el camino de acceso se suele encontrar lleno de vegetación, es una playa muy adecuada para toda la familia.